# Collegio uninominale Liguria - 01 (Senato della Repubblica 2017)
Il collegio elettorale uninominale Liguria - 01 è stato un collegio elettorale uninominale della Repubblica Italiana per l'elezione del Senato tra il 2017 ed il 2022.

## Territorio
Come previsto dalla legge elettorale italiana del 2017, il collegio era stato definito tramite decreto legislativo all'interno della circoscrizione Liguria.
Era formato dal territorio di 143 comuni: Airole, Alassio, Albenga, Albisola Superiore, Albissola Marina, Altare, Andora, Apricale, Aquila d'Arroscia, Arenzano, Armo, Arnasco, Aurigo, Badalucco, Bajardo, Balestrino, Bardineto, Bergeggi, Boissano, Bordighera, Borghetto d'Arroscia, Borghetto Santo Spirito, Borgio Verezzi, Borgomaro, Bormida, Cairo Montenotte, Calice Ligure, Calizzano, Campo Ligure, Camporosso, Caravonica, Carcare, Carpasio, Casanova Lerrone, Castel Vittorio, Castelbianco, Castellaro, Castelvecchio di Rocca Barbena, Celle Ligure, Cengio, Ceriale, Ceriana, Cervo, Cesio, Chiusanico, Chiusavecchia, Cipressa, Cisano sul Neva, Civezza, Cogoleto, Cosio d'Arroscia, Cosseria, Costarainera, Dego, Diano Arentino, Diano Castello, Diano Marina, Diano San Pietro, Dolceacqua, Dolcedo, Erli, Finale Ligure, Garlenda, Giustenice, Giusvalla, Imperia, Isolabona, Laigueglia, Loano, Lucinasco, Magliolo, Mallare, Masone, Massimino, Mele, Mendatica, Millesimo, Mioglia, Molini di Triora, Montalto Ligure, Montegrosso Pian Latte, Murialdo, Nasino, Noli, Olivetta San Michele, Onzo, Orco Feglino, Ortovero, Osiglia, Ospedaletti, Pallare, Perinaldo, Piana Crixia, Pietra Ligure, Pietrabruna, Pieve di Teco, Pigna, Plodio, Pompeiana, Pontedassio, Pontinvrea, Pornassio, Prelà, Quiliano, Ranzo, Rezzo, Rialto, Riva Ligure, Roccavignale, Rocchetta Nervina, Rossiglione, San Bartolomeo al Mare, San Biagio della Cima, San Lorenzo al Mare, Sanremo, Santo Stefano al Mare, Sassello, Savona, Seborga, Soldano, Spotorno, Stella, Stellanello, Taggia, Terzorio, Testico, Tiglieto, Toirano, Tovo San Giacomo, Triora, Urbe, Vado Ligure, Vallebona, Vallecrosia, Varazze, Vasia, Vendone, Ventimiglia, Vessalico, Vezzi Portio, Villa Faraldi, Villanova d'Albenga, Zuccarello.
Il collegio era parte del collegio plurinominale Liguria - 01.

## Eletti
| Elezione | Elezione | Senatore        | Partito |
| -------- | -------- | --------------- | ------- |
|          | 2018     | Paolo Ripamonti | Lega    |

## Dati elettorali

### XVIII legislatura
Come previsto dalla legge elettorale, 116 senatori erano eletti con sistema a maggioranza relativa in altrettanti collegi uninominali a turno unico.
| Candidati              | Candidati                 | Voti    | %     | Liste                           | Voti    | %     |
| ---------------------- | ------------------------- | ------- | ----- | ------------------------------- | ------- | ----- |
|                        | Paolo Ripamonti ✔️ Eletto | 114 589 | 42,51 | Lega                            | 63 002  | 23,37 |
| Forza Italia           | Paolo Ripamonti ✔️ Eletto | 114 589 | 42,51 | 39 519                          | 14,66   |       |
| Fratelli d'Italia      | Paolo Ripamonti ✔️ Eletto | 114 589 | 42,51 | 10 097                          | 3,75    |       |
| Noi con l'Italia - UDC | Paolo Ripamonti ✔️ Eletto | 114 589 | 42,51 | 1 971                           | 0,73    |       |
|                        | Massimo Conio             | 77 776  | 28,85 | Movimento 5 Stelle              | 77 776  | 28,85 |
|                        | Luigi De Vincenzi         | 58 039  | 21,53 | Partito Democratico             | 48 544  | 18,01 |
| +Europa                | Luigi De Vincenzi         | 58 039  | 21,53 | 7 333                           | 2,72    |       |
| Italia Europa Insieme  | Luigi De Vincenzi         | 58 039  | 21,53 | 1 399                           | 0,52    |       |
| Civica Popolare        | Luigi De Vincenzi         | 58 039  | 21,53 | 763                             | 0,28    |       |
|                        | Sergio Acquilino          | 8 149   | 3,02  | Liberi e Uguali                 | 8 149   | 3,02  |
|                        | Amelia Narciso            | 3 192   | 1,18  | Potere al Popolo!               | 3 192   | 1,18  |
|                        | Manuela Leotta            | 2 833   | 1,05  | CasaPound                       | 2 833   | 1,05  |
|                        | Paolo Caviglia            | 1 740   | 0,65  | Partito Comunista               | 1 740   | 0,65  |
|                        | Maria Cardello            | 1 636   | 0,61  | Il Popolo della Famiglia        | 1 636   | 0,61  |
|                        | Luana Marengo             | 855     | 0,32  | Partito Valore Umano            | 855     | 0,32  |
|                        | Cinzia Ronzitti           | 486     | 0,18  | Per una Sinistra Rivoluzionaria | 486     | 0,18  |
|                        | Maria Cidale              | 258     | 0,10  | PRI - ALA                       | 258     | 0,10  |
| Totale                 | Totale                    | 269 553 | 100   |                                 | 269 553 | 100   |
|                        |                           |         |       |                                 |         |       |
| Voti non validi        | Voti non validi           | 9 426   | 3,38  |                                 |         |       |
| Votanti                | Votanti                   | 278 979 | 72,22 |                                 |         |       |
| Elettori               | Elettori                  | 386 314 |       |                                 |         |       |